# 마치에이 주라프스키
마치에이 스타니스와프 주라프스키(폴란드어: Maciej Stanisław Żurawski, 1976년 9월 12일 ~ )는 폴란드의 은퇴한 축구 선수이자, 포지션은 스트라이커였다. 그는 지난 유로 2008 대회에서 폴란드 대표팀의 주장으로 출전했었다.

## 수상
바르타 포즈난
- 엑스트라클라사 : 2000-01, 2002-03, 2003-04, 2004-05, 2010-11
- 2000-01 엑스트라클라사 컵 우승
- 2001년 폴란드 슈퍼컵 우승
- 폴란드 컵 : 2001-02, 2002-03

 셀틱
- 스코틀랜드 프리미어리그 : 2005-06, 2006-07
- 2005-06 스코틀랜드 리그 컵 우승
- 2006-07 스코틀랜드 컵 우승

 오모니아
- 2009-10 키프로스 1부 리그 우승

개인
- 엑스트라클라사 올 시즌의 선수 : 2000-01, 2001-02
- 엑스트라클라사 득점왕 : 2001-02, 2003-04
- 2002-03 엑스트라클라사 올 시즌의 공격수
- 2002년 폴란드 올해의 선수상
- 2006년 2월 스코틀랜드 프리미어리그 이달의 선수